# 11518 Jung
11518 Jung è un asteroide della fascia principale. Scoperto nel 1991, presenta un'orbita caratterizzata da un semiasse maggiore pari a 3,2276346 UA e da un'eccentricità di 0,1080471, inclinata di 0,78228° rispetto all'eclittica.